# Андрей Лугвица
Андрей Васильевич Лугвица (? - 1445) — безудельный суздальский служилый князь из рода Шуйских. Родился в городе Шуя.
Четвёртый сын удельного суздальского князя Василия Семёновича Шуйского, внук Симеона Дмитриевича Суздальского . Прозвище означает певчую птицу луговку — чибиса. Служил воеводой при князе Иване Андреевиче Можайском. Убит в битве на Суходреве. Потомства не оставил. Упоминается в Ермолинской летописи и Никоновской летописи.